# Női kajak négyes 500 méter a 2012. évi nyári olimpiai játékokon
A 2012. évi nyári olimpiai játékokon a kajak-kenu női kajak négyes 500 méteres versenyszámát augusztus 6. és 8. között rendezték Eton Dorney-ben. A versenyt a Szabó Gabriella, Kozák Danuta, Kovács Katalin, Fazekas Krisztina összeállítású magyar négyes nyerte meg.
Magyar női kajak négyes legutóbb az 1992-es, barcelonai olimpián tudott győzni.

## Versenynaptár
Az időpontok helyi idő szerint, zárójelben magyar idő szerint olvashatóak.
| Dátum                      | Időpont       | Forduló  |
| -------------------------- | ------------- | -------- |
| 2012. augusztus 6., hétfő  | 10:39 (11:39) | Előfutam |
| 2012. augusztus 6., hétfő  | 11:51 (12:51) | Elődöntő |
| 2012. augusztus 8., szerda | 10:44 (11:44) | Döntő    |

## Eredmények
Az időeredmények másodpercben értendők. A rövidítések jelentése a következő:
- Q: döntőbe jutás helyezés alapján
- q: döntőbe jutás időeredmény alapján

### Előfutamok
A két futamból az első helyezettek, valamint a legjobb idővel rendelkező második helyezett négyes a döntőbe jutott, a többi négyes az elődöntőbe került.
| Helyezés | Nemzet                                                                                          | Idő      | Mj       |
| 1. futam | 1. futam                                                                                        | 1. futam | 1. futam |
| -------- | ----------------------------------------------------------------------------------------------- | -------- | -------- |
| 1.       | Magyarország (HUN) · Szabó Gabriella · Kozák Danuta · Kovács Katalin · Fazekas Krisztina        | 1:35,769 | Q        |
| 2.       | Nagy-Britannia (GBR) · Jess Walker · Rachel Cawthorn · Angela Hannah · Louisa Sawers            | 1:37,355 |          |
| 3.       | Franciaország (FRA) · Marie Delattre-Demory · Joanne Mayer · Sarah Guyot · Gabrielle Tuleu      | 1:40,022 |          |
| 4.       | Kína (CHN) · Yu Lamei · Li Zhangli · Ren Wenjun · Liu Haiping                                   | 1:40,661 |          |
| 5.       | Szerbia (SRB) · Antonia Horvat-Panda · Antonija Nađ · Renata Major-Kubik · Marta Tibor          | 1:40,756 |          |
| 6.       | Ausztrália (AUS) · Rach Lovell · Hannah Davis · Jo Brigden-Jones · Lyndsie Fogarty              | 1:41,794 |          |
| 2. futam |                                                                                                 |          |          |
| 1.       | Németország (GER) · Carolin Leonhardt · Franziska Weber · Katrin Wagner-Augustin · Tina Dietze  | 1:31,633 | Q        |
| 2.       | Portugália (POR) · Teresa Portela · Joana Vasconcelos · Beatriz Gomes · Helena Rodrigues        | 1:32,785 | q        |
| 3.       | Fehéroroszország (BLR) · Irina Pamjalova · Nadzeja Papok · Volha Hudzenka · Marina Pavtaran     | 1:33,676 |          |
| 4.       | Oroszország (RUS) · Juliana Szalahova · Vera Szobetova · Natalja Podolszkaja · Julija Kacsalova | 1:33,680 |          |
| 5.       | Lengyelország (POL) · Marta Walczykiewicz · Aneta Konieczna · Karolina Naja · Beata Mikołajczyk | 1:35,843 |          |

### Elődöntő
Az első öt helyezett jutott a döntőbe.
| Helyezés | Nemzet                                                                                          | Idő      | Mj |
| -------- | ----------------------------------------------------------------------------------------------- | -------- | -- |
| 1.       | Lengyelország (POL) · Marta Walczykiewicz · Aneta Konieczna · Karolina Naja · Beata Mikołajczyk | 1:30,338 | Q  |
| 2.       | Fehéroroszország (BLR) · Irina Pamjalova · Nadzeja Papok · Volha Hudzenka · Marina Pavtaran     | 1:30,883 | Q  |
| 3.       | Oroszország (RUS) · Juliana Szalahova · Vera Szobetova · Natalja Podolszkaja · Julija Kacsalova | 1:31,824 | Q  |
| 4.       | Nagy-Britannia (GBR) · Jess Walker · Rachel Cawthorn · Angela Hannah · Louisa Sawers            | 1:32,550 | Q  |
| 5.       | Franciaország (FRA) · Marie Delattre-Demory · Joanne Mayer · Sarah Guyot · Gabrielle Tuleu      | 1:33,303 | Q  |
| 6.       | Ausztrália (AUS) · Rach Lovell · Hannah Davis · Jo Brigden-Jones · Lyndsie Fogarty              | 1:33,671 |    |
| 7.       | Szerbia (SRB) · Antonia Horvat-Panda · Antonija Nađ · Renata Major-Kubik · Marta Tibor          | 1:33,823 |    |
| 8.       | Kína (CHN) · Yu Lamei · Li Zhangli · Ren Wenjun · Liu Haiping                                   | 1:34,004 |    |

### Döntő
| Helyezés | Nemzet                                                                                          | Idő      |
| -------- | ----------------------------------------------------------------------------------------------- | -------- |
| Arany    | Magyarország (HUN) · Szabó Gabriella · Kozák Danuta · Kovács Katalin · Fazekas Krisztina        | 1:30,827 |
| Ezüst    | Németország (GER) · Carolin Leonhardt · Franziska Weber · Katrin Wagner-Augustin · Tina Dietze  | 1:31,298 |
| Bronz    | Fehéroroszország (BLR) · Irina Pamjalova · Nadzeja Papok · Volha Hudzenka · Marina Pavtaran     | 1:31,400 |
| 4.       | Lengyelország (POL) · Marta Walczykiewicz · Aneta Konieczna · Karolina Naja · Beata Mikołajczyk | 1:31,607 |
| 5.       | Nagy-Britannia (GBR) · Jess Walker · Rachel Cawthorn · Angela Hannah · Louisa Sawers            | 1:33,055 |
| 6.       | Portugália (POR) · Teresa Portela · Joana Vasconcelos · Beatriz Gomes · Helena Rodrigues        | 1:33,453 |
| 7.       | Oroszország (RUS) · Juliana Szalahova · Vera Szobetova · Natalja Podolszkaja · Julija Kacsalova | 1:33,459 |
| 8.       | Franciaország (FRA) · Marie Delattre-Demory · Joanne Mayer · Sarah Guyot · Gabrielle Tuleu      | 1:35,299 |